# Brian Epstein
Brian Epstein (celým jménem Brian Samuel Epstein, 19. září 1934 Liverpool – 27. srpna 1967 Londýn) byl manažerem několika hudebních skupin a zpěváků, z nichž se stali nejznámějšími The Beatles.
Jeho zásluhou se z kapely The Beatles stala jedna z nejúspěšnějších hudebních skupin své doby. Jejím manažerem byl od roku 1961 do roku 1967, kdy ve věku 32 let zemřel.

## Život
Brian Epstein byl židovského původu. Jeho otec, Harry Epstein, vedl rodinný podnik, obchod s nábytkem, který založil Brianův děda, polský imigrant Isaac Epstein.
Brianova matka Malka byla nazývána Queenie, protože Malka znamená hebrejsky královna.
Epsteinovi měli ještě jednoho mladšího syna jménem Clive.
V dětství vystřídal Brian hodně škol, ať už kvůli stěhování (Liverpool byl za války bombardován) nebo kvůli své nepřizpůsobivosti. Těžko si hledal kamarády a byl často terčem antisemitismu. Měl sen stát se módním návrhářem. Jeho otec však od něj, jako od nejstaršího syna, očekával pokračování v rodinné tradici.
Když bylo Brianovi 16 let, v roce 1950, začal v rodinném obchodě s nábytkem pracovat. O dva roky později byl odveden na vojnu, kde ale sloužil jen 10 měsíců. Podnik opustil v době, kdy se rozhodl studovat herectví. Školu však nedokončil a vrátil se zpět do firmy, která v té době dobře prosperovala.
Harry Epstein koupil obchod, který se nacházel hned vedle jejich prodejny nábytku. Jednalo se o NEMS (The North End Road Music Stores). Epsteinovi zde prodávali např. piána, pračky nebo rádia. Brzy si otevřeli novou pobočku a nabídku rozšířili na gramofonové desky. Brianovi bylo tehdy svěřeno oddělení hudebních novinek. Nová pobočka stála shodou okolností nedaleko Cavern Clubu, ve kterém se později setkal Brian s Beatles (přitom zjistil, že členové skupiny byli jeho zákazníci).
Brianovi hodně záleželo na tom, aby měl vždy na skladě všechny nahrávky, i ty od neznámých skupin a hudebníků. Zajímal se o místní hudební scénu a v roce 1961 začal psát články o hudebních nahrávkách do časopisu Mersey Beat.

### The Beatles
Existuje mnoho legend o tom, jak se Brian s Beatles seznámil. Poměrně rozšířená je verze, že 28. října 1961 přišel do NEMS chlapec jménem Raymond Jones a požadoval singl My Bonnie, který měli Beatles nahrát spolu s Tonym Sheridanem za svého působení v Hamburku. Pár dní na to měli nahrávku požadovat i další zákazníci a Brian tehdy začal zjišťovat, o jakou skupinu se vlastně jedná.
Tato historka je popsána i v Brianově knize A Cellarful of Noise. Brianův asistent, Alistair Taylor, stejně jako Paul McCartney, však později řekli, že s verzí o Raymondovi někdo přišel v době, kdy vznikala hysterie okolo Beatles. To, že se tato legenda dostala do Brianovy autobiografie, měl mít na svědomí spěch, ve kterém kniha vznikala.
Ve skutečnosti totiž v roce 1961 již vycházely články o Beatles v místním časopise, do kterého Brian přispíval a který prodával (Mersey Beat). O Beatles tedy již musel vědět.
Jisté je, že poprvé viděl Brian skupinu hrát 9. listopadu 1961 v Cavern Clubu, kam se přišel podívat na jejich vystoupení se svým asistentem. Přestože měl Brian jiný hudební vkus, jejich styl hudby i vystupování ho zaujaly natolik, že se rozhodl nabídnout jim své služby jako manažer.
Definitivní rozhodnutí padlo v prosinci roku 1961 a pětiletá smlouva byla podepsána 24. ledna 1962 (Brianův podíl byl 10 % z příjmů do 1500 liber a 15 % z příjmů nad tuto částku). Tehdy byla skupina ještě ve složení John Lennon, Paul McCartney, George Harrison a Pete Best. Zajímavostí je, že z právního hlediska byla tato první smlouva neplatná – Brian sám se na ni nepodepsal a McCartney s Harrisonem v té době ještě neměli 21 let, takže by stejně byl nutný podpis jejich právního zástupce.
Prvním Brianovým úkolem bylo sehnat společnost, která by umožnila Beatles nahrávat. Poté, co několik producentů skupinu odmítlo (nikdo je neznal a dokonce se vyskytl názor, že kytarové skupiny už vyšly z módy), uspěl Brian u Parlophone, dceřiné společnosti EMI. Smlouvu uzavřel s producentem Georgem Martinem. V té době také Beatles vyměnili bubeníka – na místo Pete Besta nastoupil Ringo Starr. Brian již tehdy tvrdil, že Beatles budou jednou větší než Elvis.
Brian hned na začátku zavedl určité změny – přiměl členy skupiny, aby na vystoupení nenosili kožené bundy, jak byli do té doby zvyklí, a nechal jim ušít jejich typické šedé obleky. Jejich vystupování se stalo oproti dřívějšku celkově upravenější a uhlazenější a tento nový styl byl přístupnější širší veřejnosti. S dřívějším popíjením nebo dokonce pojídáním na scéně byl teď konec, stejně jako s jejich kouřením a pokřikováním na publikum. Brian také navrhl, aby se Beatles na konci každého vystoupení společně uklonili.

### Úspěchy a neúspěchy
Brian neměl s prací manažera žádné předchozí zkušenosti, přesto se mu podařilo vytvořit z neznámé liverpoolské kapely, kterých bylo tehdy spousta, skupinu světového formátu. Byl to on, kdo The Beatles objevil, vytáhl z Liverpoolu a s jehož vlivem a podporou dosáhli vrcholu.
Na druhé straně mu bylo vyčítáno, že nedostatečně chránil jejich autorská práva. Měl výborné organizační schopnosti, ale neuvědomoval si, jak obrovské peníze se mohou v této oblasti točit. Podcenil hodnotu Beatles a uzavřel několik velmi nevýhodných smluv.

### Ostatní skupiny
Brian Epstein byl také manažerem několika dalších hudebníků, mezi něž patřili Gerry & the Pacemakers, Billy J. Kramer & The Dakotas, The Fourmost, Cilla Black, a The Big Three.

### Osobní život
Brian Epstein byl homosexuál. V té době však ještě byla v Británii homosexualita trestná. Ironií osudu byl dotyčný zákon zrušen nedlouho po Brianově smrti.
Odlišná sexuální orientace byla zdrojem jeho frustrace, trápil se a trpěl depresemi. Začal experimentovat s drogami.
V době vzrůstající slávy Beatles čelil stále většímu tlaku a byl terčem vydírání. Neustále se bál, že by jeho soukromý život mohl ohrozit jeho svěřence.
V roce 1966 se Beatles rozhodli přestat s živým vystupováním a Brian měl pocit, že ho chtějí vytěsnit, navíc jeho smlouva s nimi zanedlouho končila. Brian byl nemocný a ke konci svého života potřeboval stále větší počet prášků na to, aby mohl spát i na to, aby zůstal vzhůru. I nadále však měl smělé plány do budoucna a přemýšlel o nových projektech.

## Smrt

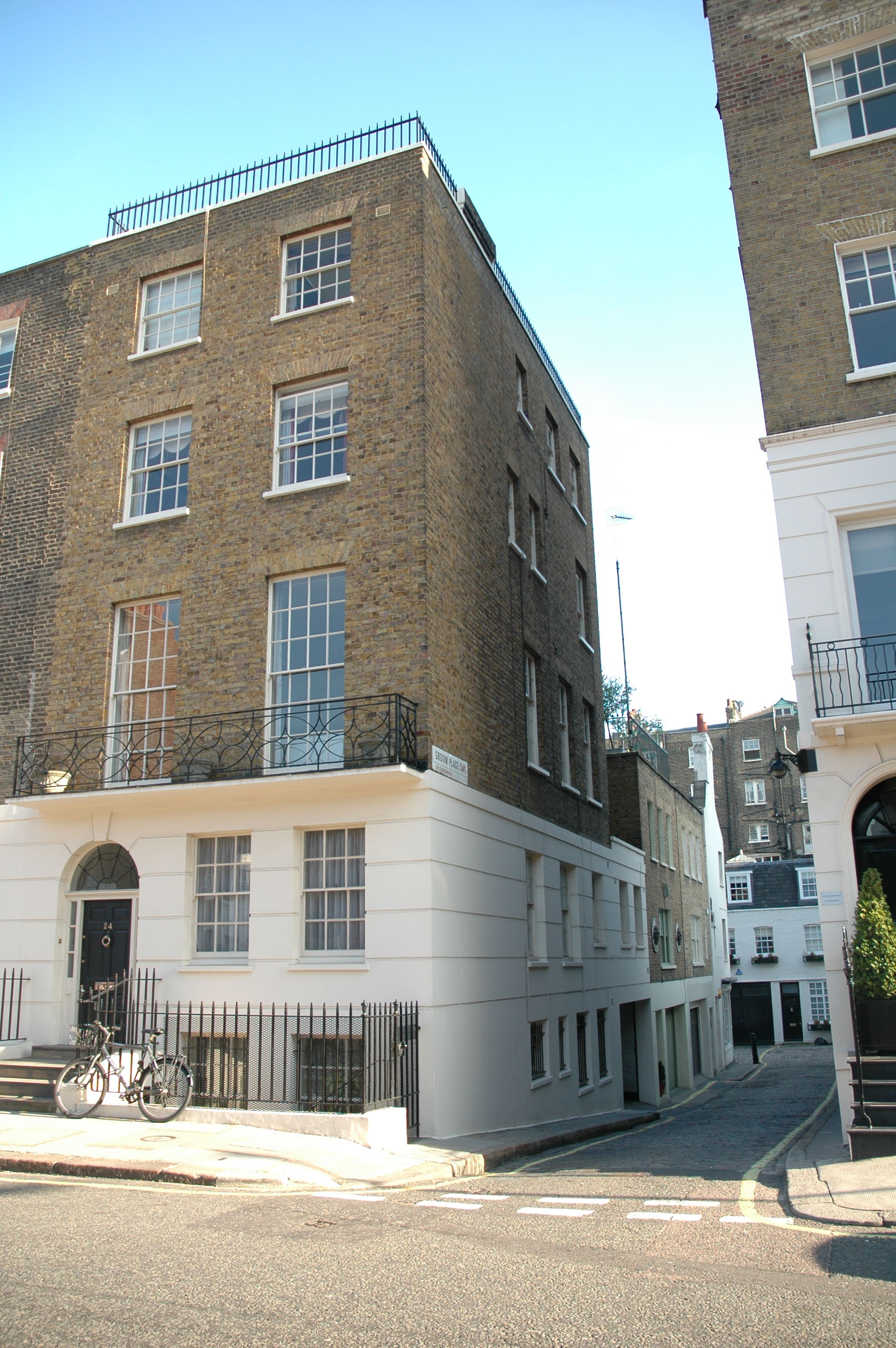
24 Chapel Street, Londýn
Dům, ve kterém Brian Epstein žil a později zemřel.

Brian Epstein zemřel ve svém domě v Londýně 27. srpna 1967 ve věku 32 let.
Když jeho přátelé vylomili dveře od ložnice, protože se celý den neozýval, našli ho už mrtvého. Přivolaná policie uzavřela vyšetřování události s tím, že se jednalo o nešťastnou náhodu. Předávkoval se barbituráty.
Pohřben je na židovském hřbitově v Liverpoolu.

### Spekulace o sebevraždě
Stále existují spekulace, a to zejména s ohledem na Brianovy časté deprese, že se jednalo o sebevraždu nebo o demonstrativní sebevraždu.
Ve svých depresivních stavech Brian často volal svým přátelům a o sebevraždě mluvil, někdy se prý o ni dokonce pokusil, pak se ale vždy vše uklidnilo. Po jeho smrti byl také nalezen dopis, ve kterém se o sebevraždě zmiňuje. Dopis byl už ale hodně starý.
Proti sebevraždě mluví fakt, že Brianova matka nedlouho před jeho smrtí ovdověla – Brian byl velmi zodpovědný a podle jeho blízkých by svou matku, ke které měl velmi silné pouto, nenechal v této těžké situaci samotnou. Brianova matka se na něj velmi spoléhala a on by jí nemohl způsobit další bolest, uvědomoval si, jak moc ho potřebuje. Navíc pro ni tou dobou zařizoval byt v Londýně, aby jí mohl být nablízku.

### Důsledky
Po Brianově smrti Beatles pocítili, jak moc je Eppy, jak mu říkali, držel pohromadě a jak silným spojovacím článkem byl. Představoval pro ně jistotu a zázemí, byl to „pátý Beatle“. Beatles hráli a zpívali a o všechno ostatní se staral Brian. Po jeho smrti si ale každý začal dělat, co chtěl. Nikomu jinému jako manažerovi už Beatles nedůvěřovali. Řešili stále častější názorové neshody a osobní konflikty a skupina se pomalu rozpadala. Definitivní rozchod nastal v roce 1970. Následovaly soudní spory mezi jednotlivými členy.

## Kniha
Brian Epstein: A Cellarful of Noise (1964, autobiografie, spolupracoval na ní Derek Taylor)